# Hermann Leber
Carl Gustav Hermann Leber (* 9. Dezember 1860 in Ohlau, Landkreis Ohlau, Provinz Schlesien; † 16. Januar 1940 in Jena, Thüringen) war ein deutscher Politiker der SPD, Abgeordneter sowie Präsident in Thüringer Landtagen und Mitglied des Deutschen Reichstags.

## Leben
Hermann Leber war der Sohn des Tabakspinners Karl Gotthold Leber und der Pauline Emilie, geborene Dienst. Nach dem Besuch der Vorbereitungsklassen des Gymnasiums und der Bürgerschule in Ohlau absolvierte er ab 1875 eine Lehre als Maschinenschlosser und besuchte bis 1879 eine Fortbildungsschule in Ohlau. Im Anschluss ging er im In- und Ausland auf Wanderschaft. Bis 1896 arbeitete er als Schlossergehilfe in Berlin, danach war er bis 1906 als Mechaniker bei Carl Zeiss in Jena beschäftigt. Daneben betätigte er sich gewerkschaftlich für den Deutschen Metallarbeiter-Verband (DMV). Von 1891 bis 1898 war er Bevollmächtigter der DMV-Filiale in Apolda und von 1893 bis 1903 nebenamtlicher Leiter des DMV-Bezirks für Thüringen. Des Weiteren fungierte er bei Carl Zeiss von 1896 bis 1906 als Betriebsvertrauensmann. Von 1906 bis zu seinem Eintritt in den Ruhestand im Juni 1930 war er als Bezirkssekretär für die SPD tätig, zunächst für Ostthüringen in Jena, ab 1919 für den Bezirk Thüringen mit Sitz in Weimar.
Leber war von 1893 bis 1903 Vorsitzender der SPD-Wahlkreisorganisation für den Reichstagswahlkreis Sachsen-Weimar-Eisenach 3 (Jena, Neustadt an der Orla) und bis 1907 Vorsitzender der SPD in Jena. Von 1906 bis 1921 gehörte er dem Jenaer Gemeinderat an. Zu den Reichstagswahlen 1903, 1907 und 1912 kandidierte er jeweils für die SPD im Wahlkreis Sachsen-Weimar-Eisenach 2 (Eisenach, Dermbach), den er von Januar 1910 bis 1912 als Abgeordneter im Deutschen Reichstag vertrat. Von 1906 bis zu dessen Auflösung 1918 war er Abgeordneter im Landtag des Herzogtums Sachsen-Weimar-Eisenach; von 1919 bis 1921 war er Mitglied des Landtags und zugleich Landtagspräsident im Freistaat Sachsen-Weimar-Eisenach. Bei der Wahl zur Deutschen Nationalversammlung 1919 bewarb er sich im Wahlkreis 36 (Thüringen) erfolglos um ein Mandat.
Leber, der in den 1920er Jahren die SPD-Landesorganisation Thüringen leitete, war von 1919 bis 1921 Mitglied und Präsident des Thüringer Volksrates. Zwischen 1920 und 1932 war er Mitglied des Landtages von Thüringen und von 1921 bis 1923 sowie von 1927 bis 1929 ebenfalls dessen Präsident. Das Amt des Vizepräsidenten bekleidete er im Jahre 1924 und erneut von 1930 bis 1932. Ab 1930 war er Alterspräsident des Parlamentes.
Nach der Machtübernahme der Nationalsozialisten wurde er von der Gestapo überwacht.
Hermann Leber heiratete 1884 in Apolda Johanna Auguste Martha Schneider (1863–1933), die Tochter eines Werkmeisters.
Seit Mai 1945 ist in Weimar die Hermann-Leber-Straße nach ihm benannt.